# マンアフターマンの生物一覧
マンアフターマンの生物一覧（マンアフターマンのせいぶついちらん）は、ドゥーガル・ディクソンの著作『マンアフターマン』に登場する架空の生物についてまとめたものである。

## 概要
地球環境の悪化を防ぐあらゆる試みが失敗に終わり、残る手段は外宇宙への移住か、人間そのものを改造するかとなった人類の500万年に渡る進化の道筋が時代別に記述される。
人類の進化といってもフィクションなどにおける「超感覚に目覚める」「新たな概念を作り出す」といった文芸的なものではなく、物理的、生理的にヒトが海中、草原、砂漠、森林などの環境、人類文明の末期に絶滅した動物たちが占めていたニッチ（生態的地位）に、己の体を変化させて適応してゆく様を描いている。
様々な未来人類が登場するが、複数の年代に跨って同じ人種が別の名前で登場することも多いため、年代を下るにつれて生じた変化や作者による呼び方の違いは一部を除き、学名が同じならば同じ項で記述した。特に記述がない種は500万年後まで生き延びている。
また、彼らは足の消失した水中人間たち以外は全て、五指の揃った両手足と人類の名残を強調するかのような顔貌を備えている。

## 登場人類一覧

### 200年後
地球は人類の文明活動で居住困難となるほどに破壊され、人類 (Homo Sapiens Sapiens ) の講じた様々な手段も全てが失敗に終わってしまった時代であり、受精卵やそれ以前の段階で遺伝子操作を受けた改造人類たちの助力を得て、極一握りの選抜された集団のみが外宇宙へ人類の文明を播種すべく進出していこうとしていた。
宇宙開拓に適応して人類のフロンティアを切り拓くべく過酷な訓練の後に選抜されたジメッツ・スムートのようなエリートたちが存在する一方、地上に残されたスラムではグリグラ・シュターンのようなスクワッティ（ズングリムックリ）たちが汚染と荒廃の進んだ都市で過酷な日々を送っている。
現生人類 (Homo sapiens sapiens )
外宇宙に進出していった者達、都市に残り地球環境と人類の種としての再生を試みる者達、そしてそのどちらにも属さず原始的な農耕を中心に生きる道を選んだ者達に分かれてゆく。
後二者は1000年後の大変動で姿を消し、外宇宙に出た者たちの子孫は500万年後に変わり果てた姿で地球に『帰還』を果たす。
水中人間 (Homo aquaticus )
遺伝子操作技術によって水中生活に適応した新人類。
彼らは全身が水中生活に適応したものに変化しており、胸部から腹部にかけては大型の鰓、両足にはそれぞれ水掻きが発達している。
外宇宙へ進出する宇宙船の燃料となる海中の重水素生産施設の運転や、大陸棚での他の人類たちの食料生産に従事するために改造を受けて人類とは完全に別の種になってしまっており、生殖も彼らのみで行うことが出来るために種名も変わっている。
後により優れた水中人間が作り出されたためか、系統樹上では断絶している。
宇宙人間 (Homo caelestis )
遺伝子操作技術によって宇宙空間（厳密には周回軌道に乗った宇宙施設の周辺）での作業に最適化された宇宙人間が、この時代から100年ほど前に始まった外宇宙進出に関わる船外活動等に従事している。
彼らは知性も人間と同様にあるが、受精卵の状態から化学的･工学的な改造を受け、球状の胴体は放射線を遮断する強固な人工の外殻に覆われており、眼窩も特殊なレンズ状の人工器官に覆われている。船外活動で移動するためのガスを貯蔵するための追加の人工肺や物体を感知する触角、腕同様に物を掴める指の長い脚なども存在し、大まかな骨格の構造以外は人類とはかけ離れている。
また、水中人間たちと異なり生殖活動が出来ない一世代限りの存在である。

### 300年後
宇宙植民の活動が終了し、人類は行き過ぎた文明生活のために強度を失った己の体を機械で代替するハイテックたちと、彼らの補助を行うために廃墟地帯から連行され教育を受けた、ヒトの肉体を保持するハンドラー(アンドラス)たち、そして彼らとは距離を置いて独自の生活圏を確立した水中人間たちに分かれている。
メカニカルハイテック (Homo sapiens machinadiumentum )
300年後、文明生活に依存し過ぎたために致命的なレベルまで退化しつつあった身体機能のほとんどを機械装置で補った人類。「ユニット」に格納された体躯は萎縮しており、交配の成功率は10%にまで低下している。機械の補助がなくては生殖活動もままならず、それさえも時として生命の危険を伴う。(通常はハイテックと呼ばれる)

### 500年後
それまでの失敗から人類は機械に頼る生き方を見直すようになり、遺伝子操作による自然環境に適応した人類の開発実験が数多く行われ、その結果人類は熱帯雨林、温帯林や草原、ツンドラなどに対して人為的な適応放散を果たした。
遺伝子操作を受けない人類は、高度な機械文明を維持するハイテックたちと、彼らと決別して産業革命以前の生活レベルに立ち戻って生きる人々とに別れ、半ば対立している。
草原居住者 (Homo campis fabricatus )
500年後の遺伝子操作技術で草原地帯に適応するよう改造された人類。偶蹄類と同様の生態的地位を占める。
歯や消化器官はセルロースを多く含む植物を効率よく消化できるようになり、脚は長く、手の平の小指側は植物を切断できる刃状に変化し、指を曲げられるよう関節に合わせて分離している。
集団で生活し、大型動物が既に絶滅した人類後の世界の草原の主流となった。
熱帯の森林居住者 (Homo silvis fabricatus )
500年後の遺伝子操作技術で熱帯の森林地帯に適応するよう改造を受けた人類。体毛に覆われ、樹上生活のために手足の指が延長されている。
自然への好奇心などといった感受性は残されているものの、副作用を考慮して知能は抑制された。
ツンドラ居住者 (Homo glacis fabricatus )
500年後の遺伝子操作技術でツンドラへの適合改造を受けた人類。寒冷地に適応するため体躯は大型化し、皮下脂肪と巻き毛が顔面と手首足首を除いた全身を覆っている。ツンドラ地帯の捕食者も同様に絶滅してしまっている為、捕食者を「恐れる」感情を持たないように設計された。
温帯の森林居住者 (Homo virgultis fabricatus )
500年後の遺伝子操作技術で温帯の森林に適応するよう改造を受けた人類。
熱帯の森林居住者と似た改造が施されているが、熱帯林ほど食料が豊富でない環境で生き残るために雑食性となっている。熱帯の森林居住者同様感受性は残されているものの、やはり知能は抑制されている。
実験が成功したあとは大量に生み出され、北半球の森林地帯に広く分布するようになった。そして遺伝子操作で生み出された人類の後継者たちの中で最も特殊化していなかったため、後に多様な種へと分化する。
水中人間 (Piscanthropus submarinus )
300年後のより発達した遺伝子工学によって、以前の水中人間 (Homo aquatics ) よりさらに水中生活に適応した姿で生み出された。それに従い、属レベルで完全にヒトから独立している。
腕はより平たく水の流れを捕らえられるように、脊椎は足の指の近くまで延長され、体全体が流線型を描くようになる。結果として絶滅した海生哺乳類たちに近い姿となるが、手に五指は全て残り、呼吸は胸の鰓で行う。また、色覚を持たない。
後の時代になって海洋の環境が悪化すると、ゼラチンの膜で体全体を包み込んで陸上生活を可能にする、海中で自前の食糧を生産するなどの柔軟な適応を見せた。

### 1000年後
この頃、人類文明によってダメージを受けていた地球環境が、自らの作用によって更なる激変を迎えたことが描写されている。変動により自然も文明も大きなダメージを受け、ホモ・サピエンスの遺伝子を維持していた者たちは、身体を機械や合成器官で補っていた者も、自然に溶け込んで生きようとした者も滅び去っていった。
チック (Homo sapiens accesiomembrum )
機械ではなく『ソフト』な合成器官で機能の低下した人体を補うようになった人類。腕や脚などを合成して外科手術によって体の好きな箇所に時には2本以上接合しており、接続の仕方にもファッションのような流行が存在する。
顔面と外部に突き出した人工の手足以外は皺の多い肉で覆われ、非常にグロテスクな外観になっている。

### 5000年後
地球に再び氷河期が訪れ、人類の子孫たちはそれぞれ様々な適応を見せてゆく。
記憶を持つ人間 (Homo mensproavodorum )
一部の温帯の森林居住者が過去の種の記憶を蘇らせたもの。
彼らは危機に陥るごとに、僅かずつだが文明の記憶を取り戻していく。
後の時代にも科学技術を禁じた「ボートを作った人々」、渡りをしながら「プランター」の農作物を掠め取る「トラベラー」として登場する。

### 1万年後
氷河期は後退の兆しを見せつつあり、それに応じて人類の子孫たちが適応を始める。
洞穴居住者 (Speluncanthropus sp.)
冬季に冬眠を行うライフスタイルから転じて穴居生活に活路を求めた温帯の森林居住者たちの子孫。
後の時代にはトラベラーと呼ばれるようになった温帯の森林居住者たちの子孫を捕食するようになったらしいことが年表から推測できるが、詳しいことは全く書かれていない。
共生者とキャリアー
氷河によって狭まった生息域を寒冷地に移した温帯の森林居住者と、ツンドラ居住者が共生を始めた姿。
温帯の森林居住者は捕食に適応して「ハンター (Moderator baiuri )」となり、すばやい動きで獲物を取ってツンドラ居住者と分かち合う。一方ツンドラ居住者は「キャリア (Baiulus moderatorum )」となってパートナーを毛皮と皮下脂肪の層で寒さから守り、運搬する。
両者のコミュニケーションは手で触る、指で差すなどで行われていたが、時代が下るとテレパシーによって代替されるようになった。
双方共に、特にハンターはパートナー無しでは数日で死んでしまうほどになっており、地球が温暖化するにつれて寒冷地帯が減少していくと、両者揃って絶滅した。
越冬者 (Homo dormitor )
冬眠する生態を獲得した温帯の森林居住者の子孫たち。
冬眠するのは男のみで、その間心拍数が抑えられるため、結果として冬季は温暖な地域に移動して出産をする女の5倍近い寿命を持つ。
男は棘で防御された木の住居を作り、出産を終えた女と子供を迎える。
この住居からは出産して戻ってくる女たちの目に留まるよう南に向かってV字状に伸びる長大な一対の壁が派生しており、片方の翼だけでも彼らの歩幅に換算して2,000歩以上の長さを持つこともある。
のちに簡素な農業を行い、本文中で「プランター」と呼ばれるようになる。

### 5万年後
温暖化が進行し、氷河は最大限に後退して草原や砂漠は北上を始める。
ウォーターシーカー(Homo vates )
温帯の森林居住者から分化した砂漠地帯に適応した人類。水分を感知する能力が発達している。
後にソシアル、ハイバーと共生するようになるが、彼らに自分の運搬を任せた結果ほとんどの器官が退化してしまう。

### 50万年後
ソシアル（社会性人間） (Alvearanthropus desertus )
草原居住者が住居を構築し、その内部で血縁集団による社会生活を営むようになったもの。
女は妊娠･出産のために腹部が肥大したたった一人の女王が出産を行い、残りの女は代謝が緩やかで食糧や空気をあまり必要としない「ナース」として子供や女王の世話を行う。女王が死ぬと、ナースのうちの一人が新たな女王となる。
一方男は若い内は採集者として食料を集め、成熟するとそれを護衛する戦士となって他の部族から仲間を守る。
戦士階級は草原居住者が持っていた手の平の小指側の縁の刃が指ごと関節を失い一体化しており、大きな軟骨の短剣と化している。この刃は同じソシアルの腕や首を切断できるほどの強度を持つ。
水分感知に優れるシーカーと共生しており、シーカーは彼らに保護されて住居の中で暮らしており、戦士に抱きかかえられて水を探すこと以外の労働を行わないため運動能力に劣る。
島の住民 (Homo nanus )
島嶼部に適応して矮小化した人類。
主食は鳥の卵や貝、魚などで、温暖化によって島嶼部から陸地に移ると、寒冷地から移動してきたツンドラ居住者の脂肪や血液も摂取するようになる。
後に彼らとは共生関係を持つようになるが、更に後の時代には完全に寄生するようになる。

### 100万年後
地球が温暖になるにつれ、寒冷地に適応していたものたちの多くは適応を余儀なくされる。
ハイバー (Alvearanthropus desertus )
ソシアルの習性が社会性動物としてより特化したもの。種名レベルでは変化がないが、骨格や臓器などの体の構造はソシアルたちに比べてより砂漠の環境に対して適応している。また、ソシアルの頃には残っていた個々の人格というものが完全に消滅しており、個々のハイバーは群全体の意思に必ず従う（この場合の群れ全体の意思とは社会性昆虫のそれに近いものであり、本作のシーカーが持つテレパシーのような超自然的なものとは異なる）。
彼らと共生するシーカーは、50万年前に比べてすっかり退化してしまっており、顔には口と鼻以外のものが残っていない。ハイバーたちとの意思疎通もテレパシーで済んでしまうため、足は完全に消失、手も痕跡程度の物しか確認できず、ハイバーの戦士が組んだ腕の中に全く収まりきってしまう。

### 200万年後
自然環境に適応しきれず、かといって遺伝子の記憶に従って自然を改変することも拒否した記憶を持つ人間＝トラベラーたちが絶滅し、しばらくして越冬者＝プランターたちも同様の道を辿る。
ホスト（宿主） (Penarius pinguis )
温暖化で縮小するツンドラ地帯から食料を求めて南下したツンドラ居住者が気候に適応して体毛を失った姿。
脂肪の層は一層厚くなるどころかホスト自身にとっては生産が過剰であり、その体には複数のパラサイトが寄生している。
パラサイト（寄生者） (nananthropus parasitus )
元から島嶼部に適応して卵や貝などの高栄養の食物を主食にしていた「島の住民」が、森林地帯に適応したツンドラ居住者の血液を栄養源とし始めたのをきっかけに進化した人類。
ホストの体表に寄生してその脂肪や血液を摂取することで生きており、常に彼らの体に抱きつくための長い手指と爪先、その脂肪を齧り取り、血液を吸うために鋭くなった門歯のほか、体表の前半分は体毛がなく、裏側は足の裏に至るまで毛に覆われている。

### 300万年後
人類の末裔たちが本格的な適応放散を開始する。
一方では洞穴居住者たちが姿を消す。
300万年前の人類たちが作り出した適応者たちと違い、魚食、昆虫食、肉食など、食性においても元の人類から大きく変化している。
魚食人間 (Piscator longidigitus )
温帯の森林居住者たちが、自然選択によって水中人間たちに似た容姿に収斂進化した人類。
短い首と滑らかな体表、水面の反射を補正して的確に魚を獲るための眼と脳や放熱を抑えるために収縮した外耳を持ち、水中でも陸上と同様に動き回ることができる。
樹上居住者 (Arbranthropus lentus )
熱帯の森林居住者たちが長い自然選択によってより環境に適応したもの。
動作は緩慢で、ナマケモノと同様の生態的地位を占めると思しい。手足は枝にぶら下がるための適応を果たし、大型化した人差し指と中指で食料の蜂の巣や果実を口に運ぶ。
蟻食い人間（アントマン） (Formifossor angustus )
温帯の森林居住者から分化し、蟻を主食とする生態的地位に納まった人類。
延長された親指、人差し指、中指の先端には大きな爪が発達しており、これで蟻塚を壊して指に防御のために集まった蟻を這い上がらせ、長い舌で舐め取る。指からは痛覚がなくなっており、蟻に咬まれても痛みを感じずに食事をすることが出来る。
また摂取した蟻の蟻酸に免疫を持つが、これを分解せずに体内に溜め込むことで捕食者の牙を免れており、黒い体毛に覆われた胴と大腿に一本ずつ走る白い一本の縞でそれを外部に表現している。
スパイクマン (Acudens ferox )
巨大化した2対の門歯と大きく開く顎を持つ、食肉類のニッチを占めるに至った捕食性の人類。
祖先である砂漠のランナーたちより運動能力は劣るが、大型の草食人類を獲物とするため問題にならない。
もはや300万年前の人類の面影を残すのは二足歩行と頭部のみとなっており、同種の仲間の死を悲しむといった感情も無くしてしまっている。
砂漠のランナー (Harenanthropus longispis )
温帯の森林居住者から分化した、砂漠生活に適応した人類。
全体的な体型はハイバーに似るが、彼らと異なり単独ですごし、首の後ろの皮下に脂肪を蓄え、栄養源とすることが出来る。また、放熱の為に耳の面積が広がり、眼球は黒いレンズ状の組織に覆われ、また砂漠の夜に視界を確保できるように錐体細胞が減ったため、色覚が消失している。食性も肉食になった。
スロースマン (Giganthropus arbrofagus )
ツンドラ居住者たちが豊富な栄養と強力な捕食者のいない温帯地方の環境に適応したもの。
体重を分散するために普段は四足歩行をするように進化しており、手足は太く、高い箇所の植物を食べる為に頑丈な爪が付いている。

### 500万年後
そして、前述したジメッツ・スムートの子孫たちが地球をそれと知らずに帰還を果たすことで、第二の人類史は終わりを告げる。
外宇宙の様々な環境で生き残るために500万年もの間遺伝子改造を続けて変わり果てたホモ・サピエンスのもう一つの末裔たちは、地球に対して惑星改造（テラフォーミング）を行い、100年と経たない内に地球を大気組成の段階から完全に作り変えてしまった。
遺伝子組み換えされたパック付き人間
来訪者たちがその高度な遺伝子操作技術によって500万年後の人類たちを様々な目的にあわせて改造し、作り出された作業用生物。
巨大な運搬用のものや小型の精密作業用が存在し、何も身につけない生身の人体の、胴体上部から首関節にかけての部分がフィルタを備えた箱に置き換わっている。
頭部は運搬用人間の場合パック後部から重力に対して逆さに生えていたり、小型の作業用人間ではそもそもパックにそれを収める容積が見当らない。
遺伝子組み換えされた食糧生産人間
ホストが来訪者によって食糧生産動物として改造された姿。体の肉が異常なまでに肥大化しており、食料の生産施設で栄養を与えられてひたすら生きて成長する役目を与えられている。
来訪者との比較を見ても、その体躯はパック付き人間より遥かに巨大な体積を持つが、腕と脚は痕跡程度にまで萎縮しており、頭部だけが体に見合う大きさで肉に半ば埋没しつつも残っている。
成長した肉は収穫され、来訪者たちのタンパク源となる。
ジメッツ・スムートの子孫
かつて宇宙にフロンティアを求めて飛び立った人類たちの、もう一つの遠い子孫。
別天体に定住したものたちの一部が独立してさらに別の天体を新天地に求めるという歴史の繰り返しの果てに、地球を祖先の故郷と気づかないまでに変わり果ててしまった。
体ももはや完全に地球の環境と適合しないものになっており、シェルターから外出する際は黒い防護殻で完全に体を覆っているため、彼らの生身の姿をうかがい知ることは出来ない。
彼とその乗用に改造された生物は表紙を飾ってもいる。
資源を採取し尽くした後、地球を去って行った。
新・水中人間 (Piscanthropus profundus )
深海の熱水噴出孔周辺の環境に適応した水中人間。
目は退化してしまっているが、頭頂部に周囲の熱状況を感知できる器官が存在し、両腕も指を保って残存している。
ジメッツ・スムートたちの子孫がもたらした大破壊のあとも生き延びており、彼らが陸上に進出して新たな生態系の出発点となるかもしれないことを示唆しつつ、物語は終了する。